# Ford Fusion (Северная Америка)
Американский Ford Fusion — среднеразмерный автомобиль, производимый компанией Ford Motor Company для рынков Северной и, частично, Южной Америк с 2005 года.

## Первое поколение
Производство первых Fusion началось 1 августа 2005 года. Fusion заменил Mondeo на рынках Латинской Америки, кроме Аргентины (где по-прежнему доступен европейский Mondeo), а также на рынках Соединённых Штатов и Канады, где он заместил собою одновременно родственный очень хорошо продававшемуся в Европе Mondeo, но не снискавшей особой популярности в Северной Америке Ford Contour и более крупный среднеразмерный Ford Taurus, который в те годы был временно снят с производства, а впоследствии — возрождён как ещё более крупный, уже полноразмерный автомобиль.

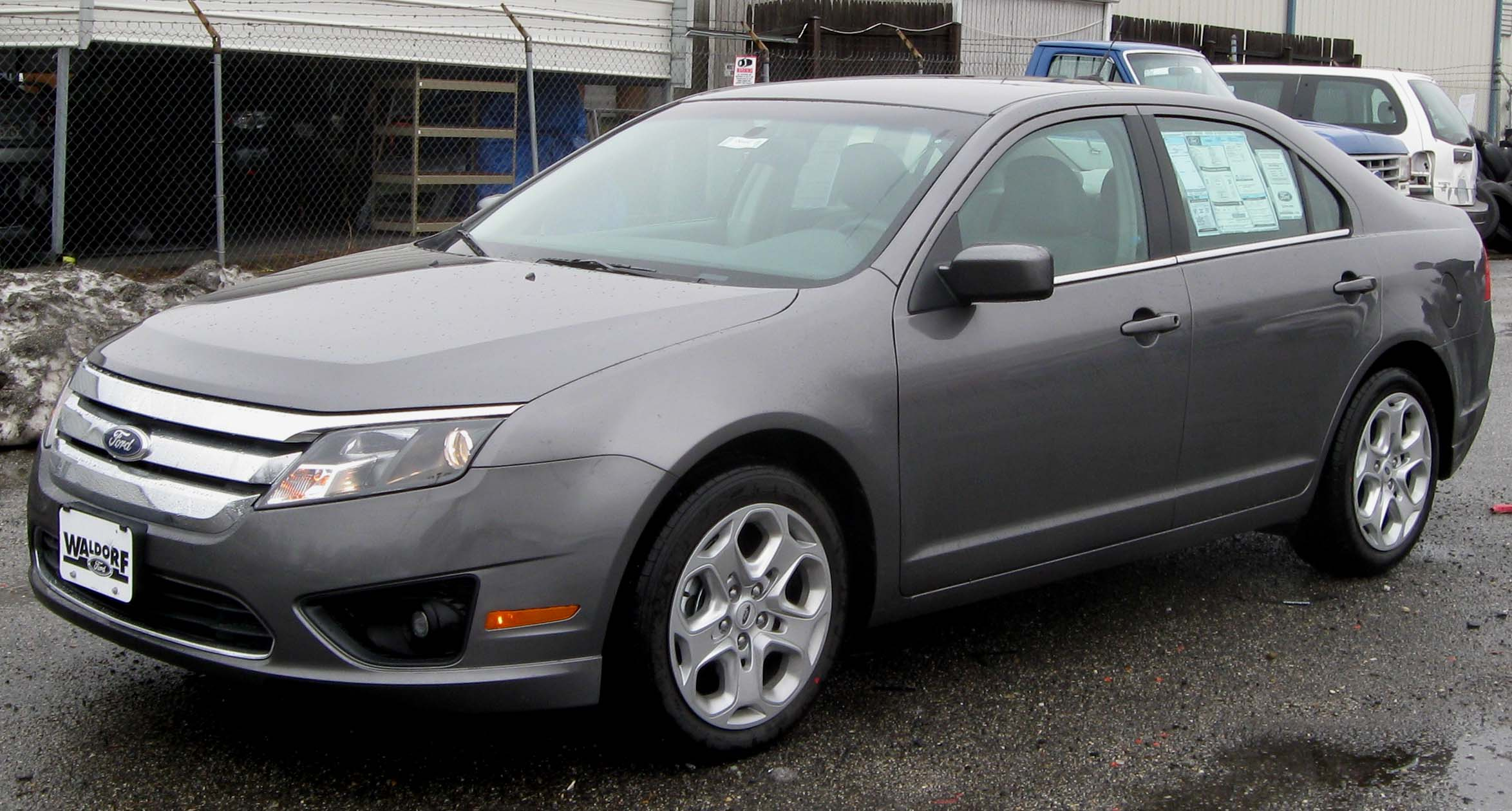
Рестайлинг 2010

По классу и габаритным размерам Fusion практически аналогичен Mondeo, использует родственные с ним двигатели серии Duratec и некоторые компоненты его салона, например передние сидения и часть центральной консоли, но в целом это совершенно независимая разработка, в полной мере учитывающая специфику целевого рынка. В первую очередь, Fusion сравнительно дёшев относительно Mondeo.
Одновременно с выпуском дорожного автомобиля Ford выпустили версию для участия в гоночной серии NASCAR. Дебютировавший в 2006 году, автомобиль занял первое место в своей первой гонке на Дейтона 500, под управлением Мэтта Кенсеса (англ. Matt Kenseth).

## Второе поколение
10 декабря 2011 года в СМИ появилось сообщение о том, что компания «Ford Motor» отзывает с рынка США около 130 тыс. автомобилей. Отзыву подлежат автомобили «Ford Fusion» и «Mercury Milan» моделей 2010 и 2011 годов, оборудованные 17-дюймовыми стальными колесными дисками. По словам представителей «Ford», у этих автомобилей обнаружен дефект системы колесного крепления. Ford Fusion оснащался атмосферным бензиновым мотором объёмом 2,5 л. (175 л. с.) и турбодвигателями 1.5 л. (181 л. с.), 2.0 л. (245 л. с.) и V6 2.7 л. (325 л. с.).
На смену пришли двигатели системы «EcoBoost» в трёх версиях: два дизельных агрегата и одна гибридная установка, которые устанавливали для российских версий Ford Fusion.

## Продажи в Америке
| Год  | Общие продажи в Америке |
| ---- | ----------------------- |
| 2005 | 16,983                  |
| 2006 | 142,502                 |
| 2007 | 149,552                 |
| 2008 | 147,569                 |
| 2009 | 180,671                 |